# 대한민국 민법 제124조
대한민국 민법제124조는 자기계약, 쌍방대리에 대한 민법조문이다.

## 조문
제124조(자기계약, 쌍방대리) 대리인은 본인의 허락이 없으면 본인을 위하여 자기와 법률행위를 하거나 동일한 법률행위에 관하여 당사자쌍방을 대리하지 못한다. 그러나 채무의 이행은 할 수 있다.